# Nikaragua na Letnich Igrzyskach Olimpijskich 1992
Nikaraguę na Letnich Igrzyskach Olimpijskich 1992 reprezentowało ośmioro zawodników: siedmiu mężczyzn i jedna kobieta. Był to 6 start reprezentacji Nikaraguy na letnich igrzyskach olimpijskich.

## Skład kadry

### Boks
Mężczyźni
- Eddy Sáenz waga piórkowa do 57 kg – 17. miejsce,
- Mario Romero waga półśrednia do 67 kg – 9. miejsce,

### Kolarstwo torowe
Kobiety
- Olga Sacasa

sprint – 12. miejsce,
wyścig na 3000 m na dochodzenie indywidualnie – 16. miejsce,

### Lekkoatletyka
Mężczyźni
- William Aguirre – maraton – 73. miejsce,

### Podnoszenie ciężarów
Mężczyźni
- Alvaro Marenco – waga do 52 kg – 11. miejsce,
- Orlando Vásquez – waga do 56 kg – nie sklasyfikowany (nie zaliczył żadnej próby w rwaniu),

### Strzelectwo
Mężczyźni
- Norman Ortega – pistolet pneumatyczny 10 m – 35. miejsce,

### Zapasy
Mężczyźni
- Magdiel Gutiérrez – styl wolny waga do 100 kg – odpadł w eliminacjach,